# Малая Березовица
Малая Березовица (укр. Мала Березовиця) — село в Збаражской городской общине Тернопольского района Тернопольской области Украины.
Код КОАТУУ — 6122483602. Население по переписи 2001 года составляло 236 человек.
До 2020 года входило в Збаражский район.

## Географическое положение
Село Малая Березовица находится на одном из истоков реки Гнездечна,
ниже по течению на расстоянии в 3 км расположено село Иванчаны.

## Объекты социальной сферы
- Школа I ст.
- Клуб.